# Glaucium elegantissimum
Glaucium elegantissimum là một loài thực vật có hoa trong họ Anh túc. Loài này được Mobayen mô tả khoa học đầu tiên năm 1984.